# Knockin' on Heaven's Door
Knockin' on Heaven's Door (v češtině Klepání na nebeskou bránu) je píseň Boba Dylana poprvé uvedená na soundtracku k filmu Pat Garret & Billy the Kid v roce 1973.
Knockin' on Heaven's Door patří k nejhranějším písním populární hudby a mnoho umělců natočilo její cover verzi, například Guns N' Roses (jejich verze se dostala na druhé místo britského singlového žebříčku a je ze všech cover verzí nejhranější), Grateful Dead, Bob Marley, Bryan Ferry, Mark Knopfler, Roger Waters, Givan Tichy, Eric Clapton, The Sisters of Mercy, Seether, Cold Chisel, U2, Television, Guided By Voices, Stained Class, Avril Lavigne, Warren Zevon, Daniel Lioneye, Bon Jovi, Alexandrovci s Leningrad Cowboys, Randy Crawford, Beau Jocques, z českých například hip-hopová kapela Chaozz nebo Děda Mládek Illegal Band.
Časopis Rolling Stone vyhlásil v roce 2004 píseň Knockin' on Heaven's Door jako 190. nejlepší píseň všech dob.
V roce 1997 vznikl v koprodukci Německa, Nizozemí a Belgie stejnojmenný film.
Patrně první coververzí do češtiny je text Zdeňka Rytíře Takový cesty mám, nazpívaný Petrem Spáleným (1979). Někdy v té době přebásnil původní text do češtiny Petr Kalandra, pod názvem Nebeská brána. Tuto verzi zpíval s ASPM, na albu poprvé vyšla až v roce 1993. Skupina Extra Band revival hraje verzi s textem Františka Klečky Nade mnou hvězdy jsou. Později píseň přebásnil Jarda Svoboda, pod názvem Na bránu nebeskou. Svou verzi písně s původním anglickým textem nahrála také skupina Oboroh na album Marah (1998). V roce 2013 vyšla na albu Solitéři verze s textem Andělů chór, recitovaná Pavlem Landovským.
Česká skupina Tři sestry k této písni složila parodující cover verzi Tragédie v JRD Čifárie.